# Boiga kraepelini
Espèce
Synonymes
- Dinodon multitemporalis Oshima, 1910
- Boiga sinensis Schmidt, 1925

Statut de conservation UICN

 LC  : Préoccupation mineure
Boiga kraepelini  est une espèce de serpents de la famille des Colubridae.

## Répartition
Cette espèce se rencontre :
- en République populaire de Chine, au Hainan, dans l'Ouest du Sichuan et au Guizhou) ;
- au Laos ;
- dans le Nord de Taïwan ;
- dans le Nord du Viêt Nam.

## Étymologie
Son nom d'espèce lui a été donné en l'honneur du Dr Kræpelin, directeur du muséum d'histoire naturelle de Hambourg, dont le musée détenait les deux spécimens examinés par Leonhard Hess Stejneger. Ces spécimens avait été collectés à Formose.

## Publication originale
- Stejneger, 1902 : A new opisthoglyph snake from Formosa. Proceedings of the Biological Society of Washington, vol. 15, p. 15-17 (texte intégral).